# Koratigere, Shikarpur
Koratigere là một làng thuộc tehsil Shikarpur, huyện Shimoga, bang Karnataka, Ấn Độ.